# Jakob Pöschl
Jakob Pöschl (* 25. Februar 1828 in Wien; † 6. Jänner 1907 in Graz) war ein österreichischer Physiker und Hochschullehrer. Er war 1871/72 Rektor der Technischen Hochschule Graz.

## Leben
Nach Abschluss des Gymnasiums studierte Pöschl zwei Jahre lang Philosophie an der Universität Wien. Von 1846 bis 1851 war er Hörer am Polytechnischen Institut. Nach Abschluss der Lehrbefähigungsprüfung für Realschulen aus Mathematik und Physik unterrichtete er ab 1851 an Oberrealschulen, zuerst in Wien und dann in Brünn. 1855 wurde er als erster Professor auf die Lehrkanzel für Experimental- und Technische Physik an das Joanneum berufen. 1887 trat Pöschl in den Ruhestand, sein Nachfolger war Albert von Ettingshausen. Pöschl starb nach längerem Leiden am 6. Jänner 1907 in seinem Haus in der Grazer Klosterwiesgasse 19. Er wurde am St. Peter Friedhof beigesetzt.
1870 heiratete Pöschl Magdalena Nömayer (* 1849, alternative Schreibweisen: Nömeyer bzw. Nomayr) in der Grazer Hauptstadtpfarre.  Pöschl hatte fünf Kinder, von denen drei ebenfalls als Hochschullehrer tätig waren: Sein Sohn Arnold (* 1880) war Kirchenrechtler und Rektor der Universität Graz, Theodor (1882–1955) Mathematiker und Ingenieur und Viktor (1884–1948) Chemiker. Von den beiden weiteren Kindern ist dokumentiert, dass Sohn Fritz Medizin studierte und Tochter Maria am 16. April 1901 den Kurarzt Karl Schadelbauer heiratete. Eines der Enkelkinder von Jakob Pöschl ist der Philologe Viktor Pöschl.

## Wirken
Jakob Pöschls Verdienste sind besonders in der Lehre belegt. Pöschls wohl bekanntester Student in Graz war Nikola Tesla, der sich gerne in Pöschls Laboratorium aufhielt und ihn und seine Experimente in seiner Autobiographie My Inventions lobend erwähnt. Bei Pöschl lernte Tesla die Gramme-Maschine kennen, einen damals neuartigen Gleichstromgenerator von Zénobe Gramme, wodurch er offensichtlich seine grundlegende Idee für einen bürstenlosen Motor erhielt. Pöschls Rolle in Teslas Ausbildung ist zeitgenössisch bereits 1892/1893 dokumentiert (wobei Tesla nach heutigem Wissensstand entgegen diesen Quellen sein Studium in Graz nicht abschloss). Pöschls persönliches Engagement in der Lehre war auch finanzieller Art: Wiederholt stiftete Pöschl Stipendien, die – gemeinsam mit anderen Stipendien und Preisen – im Rahmen des jährlichen Stiftungstages des Joanneums am 26. November vergeben wurden.